# Udvardy György
Udvardy György (Balassagyarmat, 1960. május 14. –) magyar katolikus pap, 2011 és 2019 között pécsi püspök, 2015-től a Magyar Katolikus Püspöki Konferencia elnökhelyettese, 2019-től veszprémi érsek. 

## Pályafutása
1985. június 15-én szentelték pappá Esztergomban. Káplán volt Érsekvadkerten, majd 1988-tól 1990-ig plébános Csitáron. 1990 és 1993 között Rómában folytatott tanulmányokat. 1993-tól 2003-ig hitoktatási felügyelő. 2003–2004-ben plébános Budapest-Erzsébetvárosban.
1997–2004 között a budapesti Pázmány Péter Katolikus Egyetem Hittudományi Kar Levelező Tagozatának tanára, 1998-tól 2004-ig a PPKE Hittudományi Karának docense. Mindeközben a Társadalmi-Oktatási-Kulturális Szakterület püspöki helynöke. 2000-től az Esztergomi Hittudományi Főiskola tanára, 2004-től az Országos Hitoktatási Bizottság elnöke.
1999-ben pápai káplán címet kapott. 2003-tól érseki általános helynök és vagyonkezelő az Esztergom-Budapesti főegyházmegyében.

### Püspöki és érseki pályafutása
2004. január 24-én marazanae-i címzetes püspökké és esztergom–budapesti segédpüspökké nevezte ki II. János Pál pápa. 2004. február 21-én szentelték püspökké Esztergomban.
2011. április 9-én pécsi püspökké nevezte ki XVI. Benedek pápa. Beiktatása április 25-én, húsvét hétfőn történt. Az egyházmegye 82. püspöke volt. Jelmondata: Jesus Christus est Dominus / Jézus Krisztus az Úr.
2019. július 12-én Ferenc pápa a Veszprémi főegyházmegye érsekévé nevezte ki, Márfi Gyula nyugalomba vonulása okán.
Érseki hivatalába a veszprémi bazilikában 2019. augusztus 31-én iktatták be. Emellett – 2021. január 6-ig, Felföldi László beiktatásáig – továbbra is vezette a Pécsi egyházmegyét, apostoli kormányzóként.
A veszprémi székesegyház felújítása kapcsán többen kritizálták, mert az eredeti tervek szerint lemeszelnék a Szirmai Antal által festett – az 1970-es évek felújításai során megrongált és „sófertőzés” által sújtott – freskókat, a falakat fehérre festenék, illetve eltávolítanák az Árkayné Sztehlo Lili festette üvegablakokat, a padló márványburkolatát és a neogótikus oltárt. A felújítás ezen lépései ellen egy több mint 3000 aláírást elérő petíció indult, a Szent Mihály Védegylet nevű katolikus egyesület pedig Udvardy elmozdítását kérte Ferenc pápától, sikertelenül. Sztehlo ablakai felújítva kiállítási tárgyak lesznek.

## Művei
- A Credo „átadásának” pasztorálteológiai-kateketikai kritériumai a fiatalok beavatási folyamatában: megfontolások a bérmálási fölkészítéshez. In: Az atyák dicsérete: a 60 éves Vanyó László köszöntése. Szerk. Kránitz Mihály. 307–330. o.
- A Biblia a hitoktatásban. A serdülő kor metodológiája; Márton Áron Kiadó, Budapest, 1998, 144 o. (Studia Theologica Budapestinensia)

## Elismerései
- A Magyar Érdemrend középkeresztje (2016)